# Kleis' Kunsthandel
Kleis' Kunsthandel var et dansk forgylderetablissement og kunsthandel, som blev grundlagt i 1831 på Vesterbro i København som glarmester- og skilderiforretning af Jeppe Jensen Kleis (1804-1882). Sønnen Valdemar Kleis (1845-1918) videreførte forretningen, i hvis levetid den blev en af Københavns førende kunsthandler. Efter hans død 1918 overtog sønnen Georg Kleis (1893-1980) forretningen på Vesterbro (Vesterbrogade 58), mens en anden søn, billedhugger Hjalmar Kleis (1883-1965), overtog en filial på Strøget. Forretningen på Vesterbro lukkedes i 1972.
Den Frie Udstilling fandt første gang sted 26. marts 1891 i Kleis' Kunsthandel.